# Баязітово (Альшеєвський район)
Баязі́тово (рос. Баязитово, башк. Баязит) — присілок у складі Альшеєвського району Башкортостану, Росія. Входить до складу Ташлинської сільської ради.
Населення — 81 особа (2010; 100 в 2002).
Національний склад:
- башкири — 98 %